# آرامگاه دو خواهران
مقبره دو خواهران مربوط به دوره قاجار است و در بروجرد، خیابان شریعتی، کوچه ادب واقع شده و این اثر در تاریخ ۲۴ اسفند ۱۳۸۳ با شمارهٔ ثبت ۱۱۷۵۵ به‌عنوان یکی از آثار ملی ایران به ثبت رسیده است.